# Кле Суји
Кле Суји (фр. Claye-Souilly) је насељено место у Француској у региону Париски регион, у департману Сена и Марна.
По подацима из 2011. године у општини је живело 11.122 становника, а густина насељености је износила 738,02 становника/km².

## Демографија
| 1962. | 1968. | 1975. | 1982. | 1990. | 2011.  |
| ----- | ----- | ----- | ----- | ----- | ------ |
| 3.220 | 4.363 | 5.735 | 8.152 | 9.740 | 11.122 |